# Alfred Czarnetzki
Alfred Czarnetzki (* 4. Februar 1937 in Bochum; † 20. Mai 2013 in Tübingen) war ein deutscher Anthropologe. Er war der Erstbeschreiber und Entdecker von vier fossilen Funden der Gattung Homo sowie Mitbeschreiber neben Franz Copf senior (Entdecker und Erstbeschreiber) der Tensulae (besondere Strukturen des Knochenbaus) in der Substantia spongiosa des Knochens.

## Leben
Alfred Czarnetzki absolvierte von 1961 bis 1966 ein Studium der Biologie (Anthropologie) mit den Nebenfächern Geologie und Paläontologie sowie Ur- und Frühgeschichte in Köln und Tübingen. 1967 promovierte er mit einer Dissertation über vier neolithische Steinkistenpopulationen aus Hessen und Niedersachsen. Von 1968 bis 1973 war er Wissenschaftlicher Assistent am Institut für Anthropologie und Humangenetik, ab 1981 Akademischer Oberrat und selbstständiger Leiter der Osteologischen Sammlung der Universität Tübingen.
Im Jahr 1974 erwarb er das Recht zu selbständiger Lehre auf allen Gebieten der Paläanthropologie, wozu auch archäologisch gewonnene Erkenntnisse zur mittelalterlichen Chirurgie zählen. Ab 1982 war er Leiter der selbstständigen Einheit Paläanthropologie und Osteologie der Medizinischen Fakultät der Universität Tübingen.

## Arbeitsschwerpunkte
- Methoden der Paläanthropologie
- Definition und Entstehung epigenetischer Skelettmerkmale
- Phylogenese der Hominiden
- Paläopathologie

Entdeckungen
- 1984: Schädelfragment von Reilingen (neue Subspecies des Homo erectus: H. erectus reilingensis)
- 1982: Hominidenzahn der Gattung Homo (Homo spec.) aus dem Mittelpleistozän von Stuttgart-Bad Cannstatt
- 1997: Homo neanderthalensis von Warendorf-Neuwarendorf
- 2000: H. neanderthalensis von Sarstedt
- Entwicklung zweier neuer Methoden für die Bestimmung des Geschlechtes mit mehr als 90 % Sicherheit an Merkmalen des Schädels:
  - Am oberen Rand der Augenhöhle (Margo supraorbitalis) und
  - am inneren Gehörgang (Meatus acusticus internus)

Erstbeschreibungen
- 1989 Homo erectus reilingensis, Reilingen[2]
- 1999 Homo spec. Bad Cannstatt (Holstein-Warmzeit)[3]
- 1999 Homo neanderthalensis Neuwarendorf[4]
- 2001 Homo neanderthalensis, Sarstedt[5]

## Veröffentlichungen (Auswahl)
- als Hrsg.: Stumme Zeugen ihrer Leiden. Krankheiten und Behandlung vor der medizinischen Revolution. Attempto Verlag, Tübingen 1996, ISBN 3-89308-258-1. Unter Mitarbeit von Stefanie Kölbl (Katalogredaktion), Laura Trellisó Cereño (Fotos), Benno Urbon (Röntgenaufnahmen) und Rainer Czarnetzki (Zeichnungen).